# Bohumil Tvrdý
Bohumil Tvrdý (4. srpna 1920 Most – 13. prosince 2004) byl český palubní střelec 311. československé bombardovací perutě.

## Život

### Před druhou světovou válkou
Bohumil Tvrdý se narodil 4. srpna 1920 v Mostě. Vyučil se řezníkem. V roce 1938 se nechal v Německu najmout jako topič na námořní loď a odplul do Spojených států amerických, kde poté v Houstonu pracoval jako kovodělník.

### Druhá světová válka
Po vypuknutí druhé světové války odplul Bohumil Tvrdý do Francie, kde se přihlásil do Československé armády v zahraničí. V Agde by zařazen do 2. pěšího pluku. Po pádu Francie v červnu 1940 se přes Gibraltar evakuoval do Spojeného království. Zde byl zařazen do 1. československé smíšené brigády, na začátku prosince 1941 byl převelen k letectvu a 13. téhož měsíce přijat do Royal Air Force. Po absolvování výcviku na palubního střelce byl 7. října 1942 přičleněn k 311. československé bombardovací peruti. Dne 4. listopadu téhož roku absolvoval svůj první operační let. Nadále se účastnil protiponorkových a protilodních hlídkových letů nad oceánem. V roce 1943 se oženil s Christine Elisabeth Sheppard, manželům se narodil syn John. V srpnu 1944 ukončil operační službu a nadále působil jako instruktor v 10. střelecké škole v Barrow.

### Po druhé světové válce
Po skončení druhé světové války se Bohumil Tvrdý vrátil v srpnu 1945 do Československa. Zde zjisti, že jeho rodiče již nežijí, matka spáchala sebevraždu po událostech v roce 1938, otec zahynul při výbuchu vozu s municí v květnu 1945. Po demobilizaci v září 1945 odcestoval opět do Spojeného království. Začal podnikat, mj. se stal provozovatelem garáží, určitou dobu působil v Africe, poté žil v Lancingu. Česko začal navštěvovat po roce 1989, jeho syn John působil jako učitel na stavební škole v Chomutově a v Česku se i oženil. Bohumil Tvrdý onemocněl rakovinou a 13. prosince 2004 zemřel v nemocnici na infarkt.

## Vyznamenání
- 2x Československý válečný kříž 1939
- Československá medaile Za chrabrost před nepřítelem
- Československá medaile za zásluhy I. stupně
- Pamětní medaile československé armády v zahraničí
- Hvězda 1939–1945
- Hvězda Atlantiku
- Britská medaile Za obranu
- Válečná medaile 1939–1945

## Posmrtné připomínky
- Bohumilu Tvrdému je věnována část expozice Mezinárodního památníku obětem II. světové války Most. Její součástí je Lavička Bohumila Tvrdého[1]